# Mankells Wallander: Tod im Paradies
Tod im Paradies (schwedisch: Luftslottet) ist ein in internationaler Koproduktion entstandener Fernsehfilm aus dem Jahr 2006.
Es handelt sich um die zehnte Folge der ersten Staffel, also die insgesamt zehnte Folge der schwedischen Kriminalserie Mankells Wallander mit Krister Henriksson in der Hauptrolle. Die Erstaufführung in Schweden fand am 23. August 2006 auf TV4 statt; die deutschsprachige Erstausstrahlung erfolgte am 10. Februar 2007 auf Das Erste.

## Handlung
Greger Stehn ist ein Sonderling. Er lebt mit seinen beiden Hunden in einer alten Baracke und isst Hundefutter. Seine beiden Hunde haben in der Nachbarschaft schon des Öfteren für Unmut gesorgt, weil er sie ohne Leine laufen lässt und sie überall ihre Haufen hinmachen.
Eines Tages hebt Greger Stehn von der Bank 20.000.000 Kronen ab. Nachdem er und die Hunde gegessen haben, sterben alle drei. Die Todesursache ist eine Vergiftung mit Botulin, dass die Amerikaner im Irak als Massenvernichtungsmittel gesucht haben, in geringer Dosierung aber auch als Botox in der Schönheitschirurgie zum Einsatz kommt. Den Spuren am Tatort zufolge schleppte er sich in seinem Todeskampf von seinem Schuppen zur Hundehütte; außerdem wurde um die Hundehütte herum gegraben. Der Tote wurde von Louise Selander gefunden, die im Nachbarhaus wohnt.
Louise Selander hat eine kleine Tochter namens Livia; auf dem Wohnzimmerschränkchen steht ein Foto von dem Kind. Sie gibt an, dass sie keinen Umgang mit Greger Stehn hatte, aber halbtags im Lebensmittelgeschäft in der Nachbarschaft arbeitet und ihm eine Unterschriftenliste vorbeibringen wollte, weil er seine Hunde ohne Leine rumlaufen ließ. Louise, die hauptberuflich Schönheitsprodukte verkauft, empfiehlt Wallander eine Creme gegen seine Falten.
Wie die Polizei herausfindet, wollte Greger Stehn zunächst ein Bankbuch, bevor er das Geld abhob. Ihm gehörte das Grundstück, auf dem das Nachbarhaus steht; für den Verkauf des Grundstücks bekam er 20.000.000 Kronen.
Als Stefan sich in der Wohngegend umsieht, lernt er die Kinder Robin und Levi kennen, die in dem Haus wohnen. Alle Bewohner des Hauses haben ihre Kredite bei der hiesigen Sparkasse laufen, deren Filialleiter Per Bergdahl auch in dem Haus wohnt und auf der auch Greger Stehn sein Geld deponiert hatte. Stefan ermittelt als möglichen Verdächtigen Johan Haartman, der auch im Haus wohnt und Schönheitschirurg von Beruf ist. Nach den Bändern der Überwachungskamera war Johan Haartman in der Sparkassenfiliale anwesend, als Greger Stehn sein Geld abgehoben hat. Johann Haartman wollte einen Kredit für die Erweiterung seiner Klinik, während seine finanziellen Rahmenbedingungen aber keinen Kredit hergeben. Während für Stefan Johan Haartman der Hauptverdächtige ist, plädiert Linda dafür, auch in andere Richtungen zu denken.
Am nächsten Tag fahren Wallander und Stefan zum Haus, um  mit Barbro Haartman, der Ehefrau des Filialleiters, zu sprechen. Wallander und Barbro Haartman verschieben das Gespräch auf später, weil sie zu ihrem Lifecoach muss. Linda überwacht in der Zwischenzeit Johan Haartman. Sowohl Barbro als auch Johan Haartman fahren zum Hotel Continental, wo plötzlich Christine Bergdahl, die Ehefrau des Sparkassenfilialleiters, auftaucht. Linda und Stefan bekommen mit, wie Christine Bergdahl und Johan Haartman im Hotelzimmer streiten und Christine Bergdahl schließlich fluchtartig wegläuft. Am Abend besucht Wallander die Familie Haartman, die gerade den Namenstag von Hilma, Robins kleiner Schwester, feiert. Wallander konfrontiert Per Bergman mit zahlreichen Nachfragen und der Tatsache, dass er als Verdächtiger gilt, und teilt ihm mit, dass er nun genau überwacht wird.
Levi geht rüber zu Robin, um ihn zu fragen, ob er Lust auf Fußballspielen hat. Als Levi durch die Wohnung läuft, findet er Robins Eltern sowie Robin tot vor; lediglich Hilma ist noch am Leben. Er geht nachhause zurück, ohne jemandem etwas zu sagen; stattdessen behauptet er, Robin wollte keinen Fußball spielen.
Am Abend zerreißt Per Bergdahl einen Brief von Johan Haartmann und wirft ihn in den Müll.
Nach dem Besuch bei Robin beginnt Levi, sich seltsam zu verhalten. Als er behauptet, dass Robin nicht zu seiner bevorstehenden Geburtstagsfeier kommen wird und seine Mutter bei Robins Familie anrufen will, erzählt Levi schließlich, dass fast die gesamte Familie tot ist. Wallander sieht am Tatort Anzeichen dafür, dass jemand Fremdes dagewesen sein muss, der das vergiftete Essen verschwinden lassen wollte. Auf Wallanders Nachfrage hin gesteht Christine Bergdahl, dass sie bis vor kurzem mit Johan Haartmann eine Affäre hatte, bis er Schluss machte; sie hoffe, dass ihr Mann nichts davon wusste. Per Bergdahl reagiert widerspenstig, als Wallander ihn bittet, für ein Gespräch mit aufs Revier zu kommen.
Wallander erzählt Christine, dass Hilma momentan im Krankenhaus ist; es würde sich zeigen, zu wem sie dann kommt. Wallander erfährt überrascht von Christine, dass Louises Tochter Livia an plötzlichem Kindstod gestorben ist. Linda ist gerade bei Louise und meint, Louise könnte sicher Hilma aus dem Krankenhaus abholen, da sie ihre Patentante sei. Wallander geht zu Louise und befragt sie zu ihrem verstorbenen Kind. Das Foto auf dem Wohnzimmerschränkchen zeigt in Wahrheit Livia nach ihrem Tod.
Als Wallander Per Bergdahl befragt, konfrontiert Wallander ihn mit dem Brief an Haartman in seinem Müll. Bergdahl sagt aus, dass er zu Johann Haartman keinen nachbarschaftlichen Kontakt hatte, sondern nur geschäftlichen in der Sparkasse: weil er eine Affäre mit seiner Frau hatte, wollte Bergdahl ihn ruinieren.
Wallander rätselt darüber, was das Motiv für den Mord an der Familie Hartman war. Er fragt die Ärztin im Krankenhaus, ob ihr etwas Ungewöhnliches bei Hilma aufgefallen ist. Die Ärztin meint, sie fand es seltsam, dass Hilmas Windel nach vierundzwanzig Stunden noch trocken war. Louise nimmt Hilma zu sich.
Wallander bittet Stefan, mit Levi nochmal in die Wohnung der Hartmans zu gehen, weil er hofft, dass Levi noch etwas auffallen könnte. Levi lädt Stefan zu seiner Geburtstagsfeier ein. In der Wohnung der Haartmans fällt Levi ein, dass in Hilmas Laufstall eine zusammengeknüllte Windel lag; außerdem hatte er das Gefühl, das noch jemand da gewesen wäre.
Als Linda darum bittet, dass Wallander beim Sozialamt anruft, weil Louise noch nicht über den Tod ihrer Tochter hinweg ist und sich daher vielleicht nicht um Hilma kümmern kann, kommt Wallander auf die Idee, dass Louise die Täterin sein könnte, weil anscheinend jemand hinter den Morden steckt, der nicht weiß, was er tut; anscheinend ist Louise auch zum Tatort zurückgekehrt, um Hilmas Windel zu wechseln.
In der Zwischenzeit geht Louise in das Geschäft, in dem sie arbeitet, und vergiftet Levis Fußballkuchen für seine Geburtstagsfeier mit Botulin.
Kurz darauf wird sie verhaftet und von Wallander, Linda und Stefan verhört. Ihre finanzielle Situation ist desaströs; so hat sie ihre Schulden jedes Mal mit neuen Krediten finanziert. Eine erneute Auswertung der Überwachunsbänder der Sparkasse ergibt, dass sie ebenfalls in der Filiale anwesend war, als Greger Stehn sein Geld abhob. Linda findet in Louises Wohnung ein Foto aus ihrer Ballettzeit. Louise wurde in der Ballettgruppe gemobbt, weil sie dick und hässlich war. Stefan seilt sich für eine Stunde vom Verhör ab, um Levis Geburtstagsfeier zu besuchen.
Stefan ruft Wallander an, als Levi auf der Feier ebenfalls Vergiftungserscheinungen zeigt, nachdem er das erste Stück von der Torte gegessen hat.
Als Louise gerne etwas zu essen hätte, serviert Wallander ihr ein Stück Fußballtorte. Als sie zögert, von der Torte zu essen, konfrontiert Wallander sie mit seinem Verdacht, dass sie Levis Fußballtorte vergiftet hat, gibt aber vor, dass Levi gegen Gluten allergisch sei und daher nichts von der Torte gegessen hätte, dafür aber Stefan, Levis Freunde und seine Familie; auch Hilma habe von der Torte gegessen und sei gestorben. Schließlich gesteht Louise den Mord an Greger Stehn und der Familie Hartman. Schließlich isst sie verzweifelt von der Torte und wundert sich, dass bei ihr keine Vergiftung eintritt; sie schimpft, Wallander habe sie reingelegt.
Nach Feierabend probiert Wallander eine Faltencreme aus.

## Kritiken
„(Fernsehserien-)Krimi nach Motiven der sozialkritischen Kriminalromane von Henning Mankell. - Ab 14.“